# Machimus kurzenkoi
Machimus kurzenkoi är en tvåvingeart som beskrevs av Pavel Lehr 1999. Machimus kurzenkoi ingår i släktet Machimus och familjen rovflugor. Inga underarter finns listade i Catalogue of Life.